# Sius
Sius – bóg światłości dziennej, zachowany śladowo w najstarszych dokumentach hetyckich.
Prawdopodobnie pozostałość kultu *Djēusa sprzed rozpadu wspólnoty indoeuropejskiej (por. Djaus, Zeus). Jego rolę przejął Istanu, wywodzący się od hatyckiego Esztanu.
Forma "sius" przeszła u Hetytów w formę oznaczającą ogólnie boga.